# Sindaci di Melito di Porto Salvo
Di seguito l'elenco cronologico dei sindaci di Melito di Porto Salvo e delle altre figure apicali equivalenti che si sono succedute nel corso della storia.

## Lista dei Sindaci di Melito di Porto Salvo

### Regno di Napoli (1302-1816)
| Nominativo              | Partito | Mandato | Mandato |
| Nominativo              | Partito | Inizio  | Fine    |
| ----------------------- | ------- | ------- | ------- |
| Fortunato Curatola      | –       | 1809    | 1810    |
| Giuseppe Cilea          | –       | 1811    | 1812    |
| Antonio Maria Mandalari | –       | 1812    | 1816    |

### Regno delle Due Sicilie (1816-1861)
| Nominativo               | Partito | Mandato | Mandato |
| Nominativo               | Partito | Inizio  | Fine    |
| ------------------------ | ------- | ------- | ------- |
| Giuseppe Maria De Blasio | –       | 1817    | 1818    |
| Francesco Cilea          | –       | 1819    | 1821    |
| Bruno Malavenda          | –       | 1822    | 1830    |
| Mario Squillaci          | –       | 1831    | 1834    |
| Gian Battista Malavenda  | –       | 1835    | 1839    |
| Antonino Alati           | –       | 1840    | 1843    |
| Gian Battista Malavenda  | –       | 1844    | 1846    |
| Antonino Alati           | –       | 1847    | 1850    |
| Tommaso Tropea           | –       | 1851    | 1855    |
| Domenico Viola           | –       | 1856    | 1860    |
| Antonino Amato           | –       | 1860    | 1869    |

### Regno d'Italia (1861-1946)
| Sindaci nominati dal governo (1861-1890)                           | Sindaci nominati dal governo (1861-1890) | Sindaci nominati dal governo (1861-1890) | Sindaci nominati dal governo (1861-1890) |
| Nominativo                                                         | Partito                                  | Mandato                                  | Mandato                                  |
| Nominativo                                                         | Partito                                  | Inizio                                   | Fine                                     |
| ------------------------------------------------------------------ | ---------------------------------------- | ---------------------------------------- | ---------------------------------------- |
| Pietro Tropea                                                      | –                                        | 1870                                     | 1872                                     |
| Domenico Alati                                                     | –                                        | 1873                                     | 1876                                     |
| Alessandro Tropea                                                  | –                                        | 1876                                     | 1878                                     |
| Saverio Casile                                                     | –                                        | 1878                                     | 1879                                     |
| Domenico Alati                                                     | –                                        | 1881                                     | 1884                                     |
| Giovanni Zema                                                      | –                                        | 1885                                     | 1889                                     |
| Sindaci eletti dal consiglio comunale (1890-1926)                  |                                          |                                          |                                          |
| Nominativo                                                         | Partito                                  | Mandato                                  | Mandato                                  |
| Nominativo                                                         | Partito                                  | Inizio                                   | Fine                                     |
| Vincenzo Curatola                                                  | –                                        | 1890                                     | 1891                                     |
| Domenico Alati                                                     | –                                        | 1892                                     | 1892                                     |
| Giovanni Zema                                                      | –                                        | 1893                                     | 1895                                     |
| Domenico Alati                                                     | –                                        | 1896                                     | 1896                                     |
| Salvatore Patamia                                                  | –                                        | 1897                                     | 1898                                     |
| Pietro Familiari                                                   | –                                        | 1898                                     | 1899                                     |
| Edoardo Evoli                                                      | –                                        | 1900                                     | 1901                                     |
| Luigi Tropea                                                       | –                                        | 1902                                     | 1903                                     |
| Salvatore Patamia                                                  | –                                        | 1905                                     | 1912                                     |
| Pasquale Namia                                                     | –                                        | 1914                                     | 1915                                     |
| Paolo Sergi                                                        | –                                        | 1920                                     | 1922                                     |
| Podestà nominati dal governo (1926-1944)                           |                                          |                                          |                                          |
| Nominativo                                                         | Partito                                  | Mandato                                  | Mandato                                  |
| Nominativo                                                         | Partito                                  | Inizio                                   | Fine                                     |
| Pasquale Laganà                                                    | –                                        | 1927                                     | 1930                                     |
| Giuseppe Surfaro                                                   | –                                        | 1931                                     | 1934                                     |
| Francesco Tropea                                                   | –                                        | 1937                                     | 1941                                     |
| Vincenzo Lasco                                                     | –                                        | 1942                                     | 1943                                     |
| Sindaci nominati dal Comitato di Liberazione Nazionale (1944-1946) |                                          |                                          |                                          |
| Nominativo                                                         | Partito                                  | Mandato                                  | Mandato                                  |
| Nominativo                                                         | Partito                                  | Inizio                                   | Fine                                     |
| Antonio Ramirez                                                    | –                                        | 1944                                     | 1945                                     |

### Repubblica italiana (dal 1946)
| Sindaci eletti dal consiglio comunale (1946-1995)                                                     | Sindaci eletti dal consiglio comunale (1946-1995) | Sindaci eletti dal consiglio comunale (1946-1995) | Sindaci eletti dal consiglio comunale (1946-1995) | Sindaci eletti dal consiglio comunale (1946-1995) |
| Nominativo                                                                                            | Partito                                           | Partito                                           | Mandato                                           | Mandato                                           |
| Nominativo                                                                                            | Partito                                           | Partito                                           | Inizio                                            | Fine                                              |
| --- | ------------------------------------------------- | ------------------------------------------------- | ------------------------------------------------- | ------------------------------------------------- |
| Gaetano Giuseppe Curatola                                                                             | –                                                 | –                                                 | 1946                                              | 1951                                              |
| Bruno Sergi                                                                                           | –                                                 | –                                                 | 1953                                              | 1955                                              |
| Paolo Orlando                                                                                         | –                                                 | –                                                 | 1956                                              | 1956                                              |
| Salvatore Pansera                                                                                     | –                                                 | –                                                 | 1957                                              | 1957                                              |
| Antonino Familiari                                                                                    | –                                                 | –                                                 | 1958                                              | 1961                                              |
| Antonio Zampaglione                                                                                   | –                                                 | –                                                 | 1962                                              | 1964                                              |
| Paolo Orlando                                                                                         | –                                                 | –                                                 | 1965                                              | 1969                                              |
| Antonino Familiari                                                                                    | –                                                 | –                                                 | 1970                                              | 1976                                              |
| Domenico Mannino (Commissario prefettizio)                                                            | –                                                 | –                                                 | ottobre 1978                                      | luglio 1979                                       |
| Antonino Aloi                                                                                         | –                                                 | –                                                 | 1979                                              | 1983                                              |
| Giuseppe Iaria                                                                                        | –                                                 | –                                                 | 1983                                              | 1988                                              |
| Giuseppe Iaria                                                                                        |                                                   | Partito Comunista Italiano                        | 28 settembre 1988                                 | 30 settembre 1991                                 |
| Ferrara Tripedi Zimbalatti Di Rubbo (Commissari straordinari)                                         | –                                                 | –                                                 | 30 settembre 1991 19 luglio 1993                  | 19 luglio 1993 22 novembre 1993                   |
| Umberto Laface                                                                                        |                                                   | Democrazia Cristiana                              | 23 novembre 1993                                  | 28 febbraio 1996                                  |
| Sindaci eletti direttamente dai cittadini (dal 1995)                                                  |                                                   |                                                   |                                                   |                                                   |
| Nominativo                                                                                            | Lista                                             | Lista                                             | Mandato                                           | Mandato                                           |
| Nominativo                                                                                            | Lista                                             | Lista                                             | Inizio                                            | Fine                                              |
| Tommaso Mondello Giuseppe Priolo Giuseppe Putortì (Commissari straordinari)                           | –                                                 | –                                                 | 28 febbraio 1996                                  | 25 maggio 1998                                    |
| Mario Tripodi                                                                                         |                                                   | Lista civica di centro-sinistra                   | 25 maggio 1998                                    | 28 maggio 2002                                    |
| Giuseppe Iaria                                                                                        |                                                   | Lista civica di centro-sinistra                   | 28 maggio 2002                                    | 29 maggio 2007                                    |
| Giuseppe Iaria                                                                                        |                                                   | Lista civica                                      | 29 maggio 2007                                    | 8 maggio 2012                                     |
| Gesualdo Costantino                                                                                   |                                                   | Lista civica                                      | 8 maggio 2012                                     | 19 febbraio 2013                                  |
| Salvatore Fortuna (Commissario prefettizio)                                                           | –                                                 | –                                                 | 19 febbraio 2013                                  | 22 febbraio 2013                                  |
| Salvatore Fortuna (Commissario straordinario)                                                         | –                                                 | –                                                 | 22 febbraio 2013                                  | 8 aprile 2013                                     |
| Giuseppina Di Raimondo Antonio Giannelli Rosanna Pennestri Emiliano Consolo (Commissari straordinari) | –                                                 | –                                                 | 9 aprile 2013 12 maggio 2015                      | 1 giugno 2015 12 maggio 2015 1 giugno 2015        |
| Giuseppe Salvatore Meduri                                                                             |                                                   | Lista civica                                      | 1 giugno 2015                                     | 16 settembre 2019                                 |
| Anna Aurora Colosimo (Commissario prefettizio)                                                        | –                                                 | –                                                 | 16 settembre 2019                                 | 1 ottobre 2019                                    |
| Anna Aurora Colosimo (Commissario straordinario)                                                      | –                                                 | –                                                 | 1 ottobre 2019                                    | 20 settembre 2020                                 |
| Salvatore Orlando                                                                                     |                                                   | Lista civica                                      | 5 ottobre 2021                                    | in carica                                         |